# غوستاف يوست
غوستاف جاست (بالألمانية: Gustav Just)‏ (و. 1921 – 2011 م) هو لغوي، وصحفي، وسياسي، ومترجم من ألمانيا، وألمانيا الشرقية، وتشيكوسلوفاكيا، كان عضوًا في الحزب الديمقراطي الاجتماعي الألماني، توفي عن عمر يناهز 90 عاماً.

## مناصب
تولى منصب عضو مجلس الشورى الموحد براندنبورغ
.

## جوائز
حصل على جوائز منها:

جائزة يوهان هاينريش فوس للترجمة ‏ (1998)